# IV. třída okresu Plzeň-jih
IV. třída okresu Plzeň-jih tvořila společně s ostatními skupinami čtvrté třídy nejnižší (desátou nejvyšší) fotbalovou soutěž v České republice. Byla řízena Okresním fotbalovým svazem Plzeň-jih. Hrála se každý rok od léta do jara se zimní přestávkou. Od sezóny 2020/2021 se tato soutěž nehraje a místo ní se hraje druhá skupina III. třídy.

## Vítězové

### IV. třída okresu Plzeň-jih
| Ročník  | Vítězný tým                                         |
| ------- | --------------------------------------------------- |
| 2004/05 | TJ Sokol Střížovice                                 |
| 2005/06 | TJ Sokol Kasejovice                                 |
| 2006/07 | TJ Sokol Blovice „B“                                |
| 2007/08 | TJ Tatran Neurazy                                   |
| 2008/09 | FK Žákava "B"                                       |
| 2009/10 | TJ Sokol Kasejovice                                 |
| 2010/11 | TJ Sokol Blovice „B“                                |
| 2011/12 | FK Nepomuk "B"                                      |
| 2012/13 | TJ Sokol Dolní Lukavice                             |
| 2013/14 | TJ Chotěšov „B“                                     |
| 2014/15 | SK Hradec 1946 „B“                                  |
| 2015/16 | TJ Chlum                                            |
| 2016/17 | TJ Sokol Blovice „B“                                |
| 2017/18 | TJ Sokol Dolní Lukavice                             |
| 2018/19 | FK Žákava „B"                                       |
| 2019/20 | Bez vítěze - nedohráno z důvodu pandemie covidu-19. |
| 2020/21 | Zánik soutěže.                                      |